# 武宣県
武宣県（ふせん-けん）は中華人民共和国広西チワン族自治区来賓市に位置する県。

## 行政区画
- 鎮:武宣鎮、桐嶺鎮、通挽鎮、東郷鎮、三里鎮、二塘鎮、黄茆鎮、禄新鎮、思霊鎮
- 郷:金鶏郷